# 三輪崎駅
三輪崎駅（みわさきえき）は、和歌山県新宮市三輪崎一丁目にある、西日本旅客鉄道（JR西日本）紀勢本線（きのくに線）の駅である。

## 歴史
開業当初は勝浦駅（現・紀伊勝浦駅）方面への始発駅であった。

### 年表
- 1912年（大正元年）12月4日：新宮鉄道当駅 - 勝浦駅（現・紀伊勝浦駅）間開通時に三輪崎駅（みわざきえき）として開設[1][2]。終着駅。
- 1913年（大正2年）3月1日：新宮鉄道新宮駅 - 熊野地駅 - 当駅間延伸、途中駅となる[1]。
- 1934年（昭和9年）7月1日：新宮鉄道国有化、鉄道省紀勢中線の駅となる[1]。同時に駅名の読みを現在の「みわさき」へ変更[2]。
- 1938年（昭和13年）5月20日：紀勢中線新宮駅 - 当駅間が新線へ切替[1]。旧線のうち熊野地駅 - 当駅間は廃止（残りの区間は一部ルート変更の上、貨物支線として1982年まで残存）。
- 1940年（昭和15年）8月8日：線路名称改定。紀勢中線が紀勢西線へ編入、同線の駅となる[1]。
- 1959年（昭和34年）7月15日：線路名称再改定。紀勢西線が紀勢本線へ編入、同線の駅となる[1]。
- 1962年（昭和37年）2月1日：貨物取扱廃止[2]。
- 1978年（昭和53年）4月1日：荷物扱い廃止[2]。
- 1985年（昭和60年）3月14日：無人駅化[3]。
- 1986年（昭和61年）3月：現駅舎竣工。
- 1987年（昭和62年）4月1日：国鉄分割民営化に伴い、西日本旅客鉄道（JR西日本）の駅となる[1][2]。
- 2021年（令和3年）3月13日：ICカード「ICOCA」が利用可能となる[4]。

## 駅構造
相対式ホーム2面2線を有する列車交換可能な地上駅。駅舎は紀伊田辺方面行ホーム側にあり、両ホームは跨線橋で連絡している。
新宮駅管理の無人駅。1986年（昭和61年）3月に竣工した簡易駅舎があり、内部には便所や待合所がある。待合所には簡易な自動券売機が設置されていたが老朽化に伴い、2013年12月10日限りで撤去された。2021年3月13日よりICOCAが利用可能となった（車載型IC改札機による対応）。トイレが改札外に設置されている。

### のりば
| のりば | 路線       | 行先                           |
| ------ | ---------- | ------------------------------ |
| 1      | きのくに線 | 紀伊勝浦・紀伊田辺・和歌山方面 |
| 2      | きのくに線 | 新宮方面                       |

## 利用状況
近年の1日平均乗車人員の推移は以下の通り。
| 年度   | 1日平均 乗車人員 |
| ------ | ---------------- |
| 1998年 | 184              |
| 1999年 | 176              |
| 2000年 | 144              |
| 2001年 | 147              |
| 2002年 | 120              |
| 2003年 | 113              |
| 2004年 | 94               |
| 2005年 | 95               |
| 2006年 | 87               |
| 2007年 | 72               |
| 2008年 | 64               |
| 2009年 | 60               |
| 2010年 | 61               |
| 2011年 | 48               |
| 2012年 | 48               |
| 2013年 | 42               |
| 2014年 | 25               |
| 2015年 | 19               |
| 2016年 | 27               |
| 2017年 | 28               |
| 2018年 | 31               |
| 2019年 | 28               |
| 2020年 | 27               |
| 2021年 | 27               |
| 2022年 | 25               |

## 駅周辺
三輪崎港を中心に栄えた漁港の町、三輪崎市街北端に位置している。三輪崎は1933年（昭和8年）10月1日に新宮町と合併して新宮市の一部となるまでは三輪崎町と言う単独の町であった。駅は国道に背を向けた場所にあり、駅前の道路は国道42号旧道であるが、この旧道を駅から数分歩くとそこは海（熊野灘）である。
- 新宮市役所三輪崎支所
- 三輪崎郵便局
- 新宮警察署三輪崎交番
- 新宮市立三輪崎小学校
- 新宮市立光洋中学校
- 三輪崎海水浴場
- 高野坂（世界文化遺産・紀伊山地の霊場と参詣道）
- 国道42号

## バス路線
熊野御坊南海バス新勝線は当駅付近で複数の経路に分かれる。佐野会館前経由紀伊勝浦駅行のみ、当駅南側の旧道三輪崎駅前に発着し、それ以外の便は国道42号上に設置された三輪崎駅前バス停に発着する。
三輪崎駅前バス停（熊野御坊南海バス）
- 新勝線
  - 新宮駅方面
  - 紀伊勝浦駅方面

旧道三輪崎駅前バス停（熊野御坊南海バス）
- 新勝線
  - 紀伊勝浦駅方面

## 隣の駅
西日本旅客鉄道（JR西日本）
 きのくに線（紀勢本線）
新宮駅 - 三輪崎駅 - 紀伊佐野駅

### かつて存在した路線
鉄道省（国有鉄道）
紀勢中線（旧線）
熊野地駅 - 三輪崎駅 （- 秋津野駅（現・紀伊佐野駅））
※熊野地駅 - 当駅間には広角駅もあったが、新線切替前の1937年に廃止されている。